# Годельєта
Годельєта (ісп. Godelleta) — муніципалітет в Іспанії, у складі автономної спільноти Валенсія, у провінції Валенсія. Населення — 3389 осіб (2010).

## Географія
Муніципалітет розташований на відстані близько 280 км на схід від Мадрида, 27 км на захід від Валенсії.

## Демографія
Динаміка населення (INE ):

## Галерея зображень

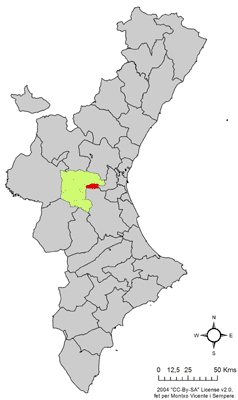
Розташування муніципалітету у автономній спільноті Валенсія
Розташування муніципалітету Годельєта у комарці Ла-Оя-де-Буньйоль